# ميخائيل كرايغ
ميخائيل كرايغ (بالإنجليزية: Michael Craig)‏ (20 سبتمبر 1977 بغلاسكو في المملكة المتحدة - ) هو لاعب كرة قدم بريطاني في مركز الدفاع. شارك مع منتخب اسكتلندا تحت 21 سنة لكرة القدم. أما مع النوادي، فقد لعب مع نادي أبردين ونادي مونتروز لكرة القدم وHuntly F.C. ‏.

## وصلات خارجية
- ميخائيل كرايغ على موقع قاعدة بيانات كرة القدم.إي يو (الإنجليزية)